# 莢膜

原核細胞の構造。Capsule:莢膜、:en:Cell wall:細胞壁、:en:Plasma membrane:細胞膜、:en:Cytoplasm:細胞質、:en:Ribosomes:リボソーム、:en:Plasmid:プラスミド、Pili:線毛、Bacterial flagellum:真正細菌鞭毛、:en:Nucleoid(:en: Circular DNA):核様体 この図はグラム陽性菌を表しているので、「外膜」はない。

莢膜（きょうまく、capsule）は、一部の真正細菌が持つ、細胞壁の外側に位置する被膜状の構造物。細菌が分泌したゲル状の粘質物が、細胞表面にほぼ均一な厚さで層を成したものである。白血球による食作用などの宿主の免疫機構によって排除されることを回避する役割を持ち、病原菌の病原性に関与している。

## 概要

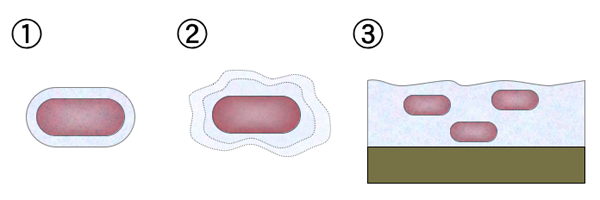
莢膜および類似の構造物
1. 莢膜: ほぼ均一な厚みで周囲との境界が明瞭。
2. 粘液層: 不定形で境界不明瞭。
3. バイオフィルム: 物体表面に層を形成し、複数の菌が内部で生存。

莢膜は、ドイツ語のKapsel（カプセルと同語。英語のcapsule）に対する訳語である。「膜」という名称が付いているが、細胞膜や核膜などのような細胞組織学的な膜（脂質二重膜）ではなく、高分子からなるゲル状の粘質物が菌体表面にほぼ均一な厚さで付着して出来た層状の部分である。細菌によっては、この層の部分と菌の周囲との境界線が明瞭になり、光学顕微鏡下で、あたかも菌体の周囲にもう一層の膜を持っているように見えるものがあり、このような場合、この層状の部分を莢膜と呼ぶ。一方、菌によっては分泌された粘質物と周囲の境界が不明瞭で、形状も一定でないものがあり、このような場合には粘液層(slime layer)と呼ばれるが、形態上の違いを除けば、本質的にはほぼ同様のものである。また、これらと類似したものとして、他にバイオフィルムが知られている。分泌した大量の粘質物によって複数の菌体を覆い包み、また物体の表面に強く付着して、増殖生存のための「場」を作り上げたものである。
莢膜は一部の細菌だけが作り出す構造物であり、菌種あるいは菌株によってそれを産生するかどうかが異なる。すなわち、同種の菌であっても莢膜を作る菌株と、作らない菌株とが存在する。また、同じ莢膜を作る菌株であっても、培養や生育の条件によっては莢膜を形成しない場合がある。一般に病原細菌の場合、動物に感染したときには莢膜を形成するが、そこから分離して純粋培養すると形成しなくなることは珍しくない。また、培養した菌に熱処理などを行うと、大部分の莢膜は比較的容易に分解され、内部の菌体が露出する。このことは細菌の抗原型を決定する際（後述）に利用されるが、大腸菌のA型莢膜のように耐熱性の莢膜も一部には存在する。
莢膜の厚さは菌種によってさまざまであり、光学顕微鏡下での観察が可能な厚いもの（〜1 µm程度）から、電子顕微鏡でないと観察できない薄いもの（マイクロカプセル）までが知られている。

## 構成成分
莢膜は、菌体によって分泌された親水性の高い高分子で構成される。ほとんどの菌の場合、多糖類から構成されるが、炭疽菌に代表されるバシラス属細菌はポリペプチドからなる莢膜を持つ。多糖類からなる莢膜では、ウロン酸やグルクロン酸など、菌体や細胞壁には含まれない糖類を含むものも多い。代表的なものとして、肺炎桿菌（腸内細菌科クレブシエラ属）のグルクロン酸莢膜、化膿レンサ球菌のヒアルロン酸莢膜や、髄膜炎菌のシアル酸（N-アセチルノイラミン酸）莢膜、炭疽菌のポリ-D-グルタミン酸莢膜などがある。これらの高分子が菌体外に分泌された後、その表面に付着している場合がほとんどであるが、なかには化膿レンサ球菌のヒアルロン酸莢膜のように、細胞壁の構成成分であるペプチドグリカンと共有結合している場合もある。

### 莢膜の抗原性
多糖類は、タンパク質に比べると劣るものの、抗原として認識されて、特異的な抗体の産生を誘導しうる性質（抗原性）を持つ。このため莢膜には、それを構成する多糖類に由来して、菌体そのものの表面とは異なる抗原性が存在する。細菌表面の抗原分子（外膜抗原、鞭毛抗原など）と同様、莢膜抗原の抗原性もまた菌株によって違いがあるため、この違いを利用して、同一の種に属する細菌をさらに細かく分類することが可能である。これらの抗原性の違いを利用した分類は血清型 (serotype) と呼ばれる。
莢膜抗原による血清型分類は、腸内細菌科やビブリオ属などのグラム陰性桿菌で頻用されており、一般にK抗原（莢膜を意味するドイツ語 Kapselの頭文字から）と呼ばれる。例えば2006年現在、大腸菌では約100種類、クレブシエラでは86種類、腸炎ビブリオでは75種類のK抗原が見つかっており、それぞれの菌種ごとにK1, K2, K3...というかたちでナンバリングして分類されている。血清型による分類では、これに他の抗原分子による分類と組み合わせて、「大腸菌 O4:K12:H5」のような形で表記される。K抗原を持たない（＝莢膜を持たない）菌株については「大腸菌 O157:H7」のように、K抗原は表記されない。K抗原以外にも、強毒性のチフス菌（サルモネラ）に見られるVi抗原（Vi抗原の有無で判定される）など、莢膜に由来する抗原分子がある。
K抗原やVi抗原などを持つ、莢膜を有する菌株では、しばしば外膜抗原であるO抗原に対する抗血清との反応性が失われる。莢膜は細胞の最も外側に位置する構造体であるため、これによって菌体表面のO抗原が覆われてしまうからである。菌体を熱や固定剤で処理して莢膜を破壊すると、O抗原が露出して、その抗原性を調べることが可能となる。

## 役割
莢膜は、宿主となる動物の体内にその細菌が感染したとき、宿主の免疫機構によって排除されることから逃れる役割を担っている。このため、莢膜を持つ菌は、莢膜を持たない菌と比較すると、宿主の生体内で増殖しやすく、高病原性であることが一般的である。例えば、チフス菌の莢膜由来の抗原であるVi抗原を有する菌株は、持たない菌株よりも毒性が強い。このことから「強毒性」を意味する"virulent"からVi抗原という名前が用いられるようになった。また莢膜を失った炭疽菌は、病原性が低下することから、動物用の生菌ワクチンに利用されている。
莢膜による免疫機構の回避は、白血球やマクロファージなどの食細胞による貪食から逃れやすくなるためである。この理由はまだよく判っていないが、莢膜を構成する高分子が親水性であること、表面が負の電荷を帯びていることで、食細胞から認識されにくくなるためだという説がある。またこれ以外の免疫回避機構として、菌体表面への補体の結合を抑制することで、補体による殺菌を回避することが知られている。

## 観察法
莢膜の部分は光の屈折率が周囲と異なるため、特に厚いものの場合は、光学顕微鏡下で直接観察することも可能である。よりよく観察するためには、墨汁染色に代表されるネガティブ染色法で菌体の周囲を染色し、染色されにくい莢膜部分が透明に見えるのを観察するか、あるいはHissの莢膜染色法などを用いて、莢膜部分を菌体よりも淡い色調に染色して観察する。
また莢膜に対する抗体を反応させると、抗体が結合することによって光屈折率が高くなる結果、莢膜が膨れたように見えて観察が容易になる。これを膨化反応と呼び、この方法によって通常では見づらい莢膜を光学顕微鏡下で観察することも可能である。